# 盧世榮
盧世榮（?—1285年12月24日），名懋，字世荣，出生于大名府，元朝中书省官員。

## 生平
卢世荣原为中书平章政事阿合马的属下。阿合马死后，元廷因财政需求需要继任者，总制院使桑哥于是“荐卢世荣有才术，谓能救钞法，增课额，上可裕国，下不损民”。元世祖忽必烈下令召见，“奏对称旨”，而且卢世荣在与中书省右丞相和礼霍孙等人的廷辩中取得胜利，遂任命卢世荣为中书右丞，并任命他所推荐的史枢为中书左丞，而安童则重新起用中书右丞相。
他上任当天即开始整治钞法，“官吏奉行不虔者罪之”。他还重新起用了一些已被罢黜的阿合马重臣。为增加自己在朝廷中的力量，他奏升六部为二品官衔，得到元世祖的批准。
不过，以皇太子真金为首的儒臣派不满卢世荣“以言利进”的主张。真金说：“财非天降，安得岁取赢乎。恐生民膏血，竭干此也。岂惟害民，实国之大蠹”。与此同时，卢世荣的理财措施有许多因触犯了富豪势要的利益，导致难以实行。至元二十二年（1285年），监察御史陈天祥上章弹劾他过去有贪赃劣迹，而且上任后的措施多无成效。元世祖于是下令安童集诸司官吏、老臣、儒士及知民间事者，与卢世荣和同赴上都对质和审问。卢世荣在审问中承认了一些错误，如“不白丞相安童，擅支钞二十万锭；擅升六部为二品；不与枢密院议，调三行省万二千人置济州，委漕运使陈柔为万户管领”等。元世祖于是下令将他收押下狱。至元二十二年十一月二十七日（1285年12月24日），盧世榮被处死。